# Народицкий, Дэниэл
Дэ́ниэл Народи́цкий (англ. Daniel Naroditsky; род. 9 ноября 1995, Сан-Матео, Калифорния) — американский шахматист, гроссмейстер (2013), шахматный комментатор и стример на сайте chess.com.
В 2015 году был членом сборной США на командном чемпионате мира в Цахкадзоре, где набрал 4 очка из 7

## Биография
Родители Народицкого — еврейские иммигранты из СССР. Отец Владимир иммигрировал из Украины, а мать Лена — из Азербайджана.
Народицкий учился в средней школе Crystal Springs Uplands School в Хиллсборо. В 2019 году окончил Стэнфордский университет по специальности историка.
С шахматами Народицкого в возрасте 6-ти лет познакомил отец. Вскоре мальчик начал всерьёз заниматься шахматами.

## Карьера
В 2007 году выиграл чемпионат мира до 12 лет в Анталье с результатом 9½ из 11.
Народицкий участвовал в юношеских чемпионатах США в 2011 2012 и 2013 годах, заняв первое место в 2013 году с результатом 6,5 из 9.
Народицкий заработал свою первую норму гроссмейстера на Benasque Open в июле 2011 года. Вторую норму получил на Открытом чемпионате Филадельфии 2013 года, разделив 1-е место. Последнюю — на турнире Benasque Open 2013. В конце года звание было официально присвоено, когда Народицкому было 18 лет.
В 2014 году был удостоен шахматной стипендии Сэмфорда. В том же году занял 5-е место на турнире Millionaire Chess Open в Лас-Вегасе.
Участвовал в чемпионатах США в 2011, 2014, 2015, 2017 и 2021 годах. На чемпионате США 2021 года победил Фабиано Каруану.
В рейтинге ФИДЕ Народицкий стабильно входит в 150 лучших в мире. В США входит в первую двадцатку лучших игроков.

## В интернете
Играет на Chess.com под ником DanielNaroditsky, и на lichess.org под ником RebeccaHarris. Занимает лидирующие места по пуле и блицу на обоих сайтах. Пиковый рейтинг пули на Chess.com — 3553, на lichess — 3326.
В командных турнирах играет за клуб Сергея Шипова Crestbook.
Известный стример: имеет 416 000 подписчиков на YouTube и 316 000 на сервисе Twitch.

## Другая деятельность
С 2014 по 2020 год вёл колонку «Практический эндшпиль» в Chess Life.
Написал для The New York Times серию из 19 шахматных задач по мотивам исторических партий.
С 2020 года является постоянным членом шахматного центра Шарлотты, где тренирует молодых шахматистов региона. В июне 2023 года стал чемпионом этого клуба.
Является автором нескольких книг, в том числе на русском языке:
- Mastering Positional Chess. New in Chess. 2010. ISBN 90-5691-310-7.
- Mastering Complex Endgames. New in Chess. 2012. ISBN 978-9056914059.
- Шахматы. Мастерство позиционной игры. — М. : Russian Chess House/Русский Шахматный Дом, 2016. — 183, [1] с. — (Шахматный университет; 109). — ISBN 978-5-94693-464-0.
- Шахматы. Мастерство игры в эндшпиле. — М. : Russian Chess House/Русский Шахматный Дом, 2016. — 285, [1] с. — (Шахматный университет; 110). — ISBN 978-5-94693-463-3.

## Личная жизнь
В настоящее время проживает в Шарлотте.
Владеет русским языком и немного говорит по-испански.

## Изменения рейтинга
| Графики недоступны из-за технических проблем. См. информацию на Фабрикаторе и на mediawiki.org. |